# Fed Cup 2009
De Fed Cup werd in 2009 voor de 47e keer gehouden. De Fed Cup is de jaarlijkse internationale tenniscompetitie voor landenteams, voorbehouden aan vrouwen. Dit jaar deden 75 teams met het toernooi mee.
Italië won voor de tweede keer in vier jaar tijd de titel. Het versloeg in eigen huis de Verenigde Staten in de finale met 4-0.

## Wereldgroep I
|  | eerste ronde 7 en 8 februari | eerste ronde 7 en 8 februari |            |   | halve finale 25 en 26 april | halve finale 25 en 26 april |  |  | finale 7 en 8 november | finale 7 en 8 november |
|  |                              |                              |            |   |                             |                             |  |  |                        |                        |
|  |                              |                              |            |   |                             |                             |  |  |                        |                        |
|  |                              |                              |            |   |                             |                             |  |  |                        |                        |
|  |                              |                              |            |   |                             |                             |  |  |                        |                        |
|  | Frankrijk                    | 0                            |            |   |                             |                             |  |  |                        |                        |
|  | Frankrijk                    | 0                            |            |   |                             |                             |  |  |                        |                        |
|  | Italië (3)                   | 5                            |            |   |                             |                             |  |  |                        |                        |
|  | Italië (3)                   | 5                            | Italië (3) | 4 |                             |                             |  |  |                        |                        |
|  |                              |                              | Italië (3) | 4 |                             |                             |  |  |                        |                        |
|  |                              | Rusland (1)                  | 1          |   |                             |                             |  |  |                        |                        |
|  | Rusland (1)                  | Rusland (1)                  | 1          | 5 |                             |                             |  |  |                        |                        |
|  | Rusland (1)                  |                              |            | 5 |                             |                             |  |  |                        |                        |
|  | China                        | 0                            |            |   |                             |                             |  |  |                        |                        |
|  | China                        | 0                            | Italië (3) | 4 |                             |                             |  |  |                        |                        |
|  |                              |                              | Italië (3) | 4 |                             |                             |  |  |                        |                        |
|  |                              | Verenigde Staten (4)         | 0          |   |                             |                             |  |  |                        |                        |
|  | Tsjechië                     | Verenigde Staten (4)         | 0          | 4 |                             |                             |  |  |                        |                        |
|  | Tsjechië                     |                              |            | 4 |                             |                             |  |  |                        |                        |
|  | Spanje (2)                   | 1                            |            |   |                             |                             |  |  |                        |                        |
|  | Spanje (2)                   | 1                            | Tsjechië   | 2 |                             |                             |  |  |                        |                        |
|  |                              |                              | Tsjechië   | 2 |                             |                             |  |  |                        |                        |
|  |                              | Verenigde Staten (4)         | 3          |   |                             |                             |  |  |                        |                        |
|  | Verenigde Staten (4)         | Verenigde Staten (4)         | 3          | 3 |                             |                             |  |  |                        |                        |
|  | Verenigde Staten (4)         |                              |            | 3 |                             |                             |  |  |                        |                        |
|  | Argentinië                   | 2                            |            |   |                             |                             |  |  |                        |                        |
|  | Argentinië                   | 2                            |            |   |                             |                             |  |  |                        |                        |

Eerstgenoemd team speelde thuis.

## België
België speelde in de Wereldgroep II.
| datum      | tegenstander | uitslag | locatie | groep | ronde               | winst/verlies |
| ---------- | ------------ | ------- | ------- | ----- | ------------------- | ------------- |
| 25-04-2009 | Canada       | 3-2     | thuis   | WG II | degradatiewedstrijd | w             |
| 07-02-2009 | Slowakije    | 1-4     | uit     | WG II | 1e ronde            | v             |

België speelde in de eerste ronde uit tegen Slowakije en verloor met 1-4. Hierdoor moest het in april een wedstrijd spelen om te voorkomen dat het zou degraderen naar de regionale groep 1. De thuiswedstrijd tegen Canada werd met 3-2 gewonnen. Hierdoor speelt België in 2010 opnieuw in de Wereldgroep II.

## Nederland
Nederland speelde in groep 1 van de Europees/Afrikaanse zone waarin 15 landen uitkwamen. Het was in een groep van 4 landen geplaatst. De groepswinnaars maakten kans op promotie, de nummers laatst op degradatie. Nederland won de eerste wedstrijd maar verloor de twee andere groepswedstrijden. Hiermee eindigde het op de tweede plaats in de groep. Dit betekent dat Nederland ook in 2010 in de regionale groep 1 speelt.
| datum      | tegenstander        | uitslag | locatie | groep    | ronde      | winst/verlies |
| ---------- | ------------------- | ------- | ------- | -------- | ---------- | ------------- |
| 06-02-2009 | Hongarije           | 1-2     | Estland | EPA G1 A | groepsfase | v             |
| 05-02-2009 | Verenigd Koninkrijk | 0-3     | Estland | EPA G1 A | groepsfase | v             |
| 04-02-2009 | Luxemburg           | 3-0     | Estland | EPA G1 A | groepsfase | w             |

## Legenda
| niveau 1 | niveau 2 | niveau 3 | niveau 4 | niveau 5 |